# Farid Boulaya
Farid Boulaya (ar. افريد بولاية; ur. 25 lutego 1993 w Vitrolles) – algierski piłkarz grający na pozycji prawoskrzydłowego. Od 2018 jest piłkarzem klubu FC Metz.

## Kariera piłkarska
Swoją piłkarską karierę Boulaya rozpoczął w klubie FC Istres. W 2011 roku awansował do kadry pierwszego zespołu i 11 maja 2012 zadebiutował w jego barwach w Ligue 2 w przegranym 0:1 wyjazdowym meczu z RC Lens. W sezonie 2013/2014 spadł z Istres do Championnat National. Grał w nim do końca sezonu 2014/2015.
Latem 2015 Boulaya przeszedł do Clermont Foot 63. Swój debiut w nim zanotował 31 lipca 2015 w zremisowanym 0:0 domowym meczu z FC Sochaux-Montbéliard. W Clermont Foot spędził rok.
Latem 2016 Boulaya został zawodnikiem Bastii. Swój debiut w niej zaliczył 4 marca 2017 w zremisowanym 0:0 domowym spotkaniu z AS Saint-Étienne. W sezonie 2016/2017 spadł z Bastią z Ligue 1 do Ligue 2.
W lipcu 2017 Boulaya przeszedł do Girony. Nie zaliczając w niej debiutu został w styczniu 2018 wypożyczony do FC Metz. Swój debiut w nim zanotował 21 stycznia 2018 w przegranym 1:3 wyjazdowym spotkaniu z AS Monaco. W sezonie 2017/2018 spadł z Metz do Ligue 2. W lipcu 2018 został wykupiony przez Metz za 800 tysięcy euro. W sezonie 2018/2019 wrócił z Metz do Ligue 1.
| Sezon   | Klub             | Kraj      | Rozgrywki            | Mecze | Gole |
| ------- | ---------------- | --------- | -------------------- | ----- | ---- |
| 2011/12 | FC Istres        | Francja   | Ligue 2              | 1     | 0    |
| 2012/13 | FC Istres        | Francja   | Ligue 2              | 11    | 0    |
| 2013/14 | FC Istres        | Francja   | Ligue 2              | 23    | 0    |
| 2014/15 | FC Istres        | Francja   | Championnat National | 11    | 1    |
| 2015/16 | Clermont Foot 63 | Francja   | Ligue 2              | 32    | 7    |
| 2016/17 | SC Bastia        | Francja   | Ligue 1              | 2     | 0    |
| 2016/17 | SC Bastia B      | Francja   | CFA 2                | 4     | 1    |
| 2017/18 | Girona FC        | Hiszpania | Primera División     | 0     | 0    |
| 2017/18 | FC Metz          | Francja   | Ligue 1              | 7     | 0    |
| 2017/18 | FC Metz B        | Francja   | CFA 2                | 8     | 1    |
| 2018/19 | FC Metz          | Francja   | Ligue 2              | 37    | 7    |
| 2019/20 | FC Metz          | Francja   | Ligue 1              | 19    | 2    |
| 2020/21 | FC Metz          | Francja   | Ligue 1              | 33    | 6    |

## Kariera reprezentacyjna
W reprezentacji Algierii Boulaya zadebiutował 9 października 2020 w wygranym 1:0 meczu towarzyskim meczu z Nigerią, rozegranym w Klagenfurcie. W 2022 roku został powołany do kadry na Puchar Narodów Afryki 2021. Zagrał na nim w trzech meczach grupowych: ze Sierra Leone (0:0), z Gwineą Równikową (0:1) i z Wybrzeżem Kości Słoniowej (1:3).